# 將軍澳循道衛理小學
將軍澳循道衛理小學（英語：Tseung Kwan O Methodist Primary School）是由香港基督教循道衛理聯合教會於2004年創立的一所資助小學，位於將軍澳65區，樓高四層。由新福港進行建築工程，建築署設計，在2004年7月中旬建成，同年9月啓用。2020年，有64名老師於該校任教。
現有校舍為香港第二所採用四合院設計的學校建築物，亦是唯一一所改良版「四合院式設計」校舍。曾獲得2004年度「建築署周年大獎」優異獎。
2024年1月，該校接收了一節由港鐵送贈的退役「烏蠅頭」列車作為多功能教室之用。

## 特色
1.學校於16/17年度開始推行新時間表，上下課時間不變，並以「上午專心，下午開心」為整個時間表的核心理念，主要課堂安排在上午進行，而下午進行活動，希望還學生一個愉快童年。学校逢星期五定立為教研時段，學生提早一小時，即14:15放學。	
2.学校以「愛神、愛人、愛己、愛學、愛思、愛動」此「六愛」作為學生表現目標，
建構學習成長架構，幫助學生循序漸進，拾級而上，建構健康人格，簡述要點如下：
愛神：配合生命教育、宗教教育，幫助學生認識人生，珍惜人生，發展豐盛生命；
愛人：在關愛校園文化基礎上，學習「尊重、愛護、服務」，進而立志成為別人的榜樣；
愛己：幫助學生成為一個滿懷自信、「愛反省」和「永不言棄」的孩子，並擁有健康的生活習慣；
愛學：幫助學生在良好的兩文三語基礎上，發展成為一個愛慕學習及樂於接受挑戰的孩子；
愛思：幫助學生把「思」和「學」結為一體，並掌握一系列思考工具；
愛動：鼓勵學生追求卓越，實踐體藝齊展。  （页面存档备份，存于）

## 外部連結
- 將軍澳循道衛理小學 （页面存档备份，存于）
- 將軍澳循道衛理小學的Facebook專頁
- 將軍澳循道衛理小學校友會的Facebook專頁